# Une histoire à ma fille

Une histoire à ma fille est un téléfilm français réalisé par Chantal Picault, sorti en 2007.

## Synopsis
Ahmed, un vieil homme d'origine algérienne venu en France, il y a plusieurs décennies pour y exercer le difficile métier d'ouvrier, apprend qu'une maladie ne lui laisse que quelques mois à vivre. Bouleversé, il décide de rentrer dans son pays natal pour y mourir. Il cache la vraie raison de son retour en Algérie à ses enfants, qui ont fait leur vie en France. Sohela, sa fille-médecin, la trentaine, décide de l'accompagner en voiture jusqu'à Marseille où il doit prendre le bateau. Un road-movie tendre et émouvant commence alors pour le père et la fille. Le ressentiment et les incompréhensions s'effacent à la suite de la libération de la parole : il lui racontera son exil et elle, lui avouera son désir d’épouser un français de souche. Les liens filiaux distendus se resserrent avant l'adieu sur le port.
Le voyage de retour est rythmé par des extraits en noir et blanc de Mektoub, un film d'Ali Ghalem de 1970 dans lequel le même acteur, El Kebir, incarnait trente-sept ans plus tôt un Algérien qui débarquait à Marseille et partait à Paris pour chercher du travail.

## Fiche technique
- Titre : Une histoire à ma fille
- Réalisation : Chantal Picault
- Scénario : Catherine Borgella et Chantal Picault
- Pays d'origine :  France
- Date de tournage : 2007
- Société de production : France 2 / BFC Production
- Genre : road movie
- Durée : 95 minutes
- Date de 1e diffusion : 7 novembre 2007 sur France 2

## Distribution
- Abder El Kebir : Ahmed
- Fadila Belkebla : Sohela
- Damien Dorsaz : Guillaume
- Azize Kabouche : Kamel
- Taïdir (Tahidir) Ouazine : Leïla
- Rabbah Loucif : Ali
- Amar Chaoui : Mounir
- Franck Jouglas : Interne hôpital
- Philippe Duclos : Le médecin de famille
- Vincent Pierrard : Photographe asiatique
- Sébastien Bihi : Mari femme enceinte
- Gaëlle Loizic : Propriétaire de l'hôtel
- Alexandra Berthalon : Jeune fille gare de Lyon
- Djemai Touidjine : Joueur au café
- Mourab Berreni : Joueur au café
- André Thorent : Paul
- Sabrina Ouazani : Fadela
- Nora Habib : Khadra